# Zanysson
Zanysson (лат.) — род песочных ос из подсемейства Bembicinae (триба Nyssonini). Неарктика и Неотропика. Известно около 20 видов.

## Описание
Мелкие осы. Задняя поверхность задних голеней с семью-пятнадцатью довольно тонкими зубцами в одном ряду. Средние голени самца с двумя шпорами. Переднее крыло с 3 субмаргинальными ячейками. Птеростигма передних крыльев значительно меньше субмаргинальной ячейки II, медиальная жилка передних крыльев расходится перед cu-a. Метасомальный стернум I базально с двойным килем. Относится к трибе Nyssonini Handlirsch, 1925 и подтрибе Nyssonina Handlirsch, 1925. Паразитируют на осах рода Tachytes.
- Zanysson argentinus (Brèthes, 1913)
- Zanysson armatus (Cresson, 1865)
- Zanysson caonao Genaro, 2007[6]
- Zanysson changuina Pate, 1938[7]
- Zanysson croesus  (Handlirsch, 1895)
- Zanysson dives  (Handlirsch, 1887)
- Zanysson fasciatus  (Olivier, 1812)
- Zanysson foveiscutis  (Gerstäcker, 1867)
- Zanysson gayi  (Spinola, 1851)
- Zanysson gemmatus  Ohl & Krause, 2007[8]
- Zanysson luteipennis  (Gerstäcker, 1866)
- Zanysson luxuriosus  (Schrottky, 1910)
- Zanysson macuxi  Pate, 1938
- Zanysson marginatus  (Spinola, 1842)
- Zanysson mexicanus  (Cresson, 1882)
- Zanysson pilosus  (F.Smith, 1873)
- Zanysson plesius  (Rohwer, 1921)[1]
- Zanysson texanus  (Cresson, 1873)
- Zanysson varipilosellus  (Cameron, 1912)